# 晖州
晖州是唐代黔州都督府所屬的一個羈縻州。治所在今贵州省织金县北。辖境相当今贵州省织金、纳雍二县部分地区。唐属江南道黔州。北宋时，属绍庆府。南宋后废。